# ناراسيمها
ناراسيمها أو ناراسينها (بالإنجليزية: Narasimha or Narasinha)‏؛ هو "الإنسان الأسد" التجلي الرابع لفيشنو في الهندوسية. ينظر إليه على أنه تجسد من جزئين: الأول لأسد والثاني لإنسان وجد لقتل الأسورا الملك هيرانياكاتشيبو [الإنجليزية]، لإنهاء الاضطهاد الديني والكارثة على الأرض، وبالتالي استعادة الدارما.
غالبا ما يصور ناراسيمها بثلاث عيون، ويوصف بأنه إله الدمار. هو الذي يدمر الكون كله في وقت الانحلال العظيم (ماهابرالايا). ومن ثم، فهو معروف باسم كالا (الوقت) أو ماهاكالا (الوقت العظيم)، أو باراكالا (ما وراء الوقت) في صفاته. ويوصف أيضا بأنه إله اليوغا، في شكل يوغا ناراسيمها.